# Верхние Матаки
Верхние Матаки (чув. Тепелккей Матак) — деревня в Алькеевском районе Татарстана. Входит в состав Староматакского сельского поселения.

## География
Находится в южной части Татарстана на расстоянии приблизительно 7 км по прямой на юго-запад от районного центра села Базарные Матаки.

## История
Известна с 1710 года. Упоминалась также как Чувашское Тюгульбаево. 

## Название
Чувашское Тюгульбаево произошло от фамилии Тюгульбаев а оно от чув. "Тĕкĕл пуя" - "Богатый Шмель" или же  от чув. "Тĕкĕл пĕве" - состоит из двух слов "тĕкĕле" - подпирать, запирать и от "пуя" - богатство, буквально означает "Клад" , дословно "Закрытое богатство". Имя Тĕкĕлкке.

## Население
Постоянных жителей было: 
в 1782 — 93 души мужского пола, 
в 1859 — 355, 
в 1897 — 590, 
в 1908 — 674, 
в 1926 — 544, 
в 1938 — 511, 
в 1949 — 456, 
в 1958 — 473, 
в 1970 — 554, 
в 1989 — 293, 
в 2002 — 258 (чуваши 92 %), 
240 — в 2010.